# (400026) 2006 QR42
(400026) 2006 QR42 es un asteroide perteneciente al cinturón de asteroides, descubierto el 17 de agosto de 2006 por el equipo del Near Earth Asteroid Tracking desde el Observatorio del Monte Palomar, Estados Unidos.

## Designación y nombre
Designado provisionalmente como 2006 QR42.

## Características orbitales
2006 QR42 está situado a una distancia media del Sol de 2,535 ua, pudiendo alejarse hasta 3,099 ua y acercarse hasta 1,971 ua. Su excentricidad es 0,222 y la inclinación orbital 2,853 grados. Emplea 1474,68 días en completar una órbita alrededor del Sol.

## Características físicas
La magnitud absoluta de 2006 QR42 es 17,5.